# Tetrastigma sulcatum
Tetrastigma sulcatum là một loài thực vật hai lá mầm trong họ Nho. Loài này được (Lawson) Gamble miêu tả khoa học đầu tiên năm 1918.